# Клебан-Бык (ландшафтный парк)

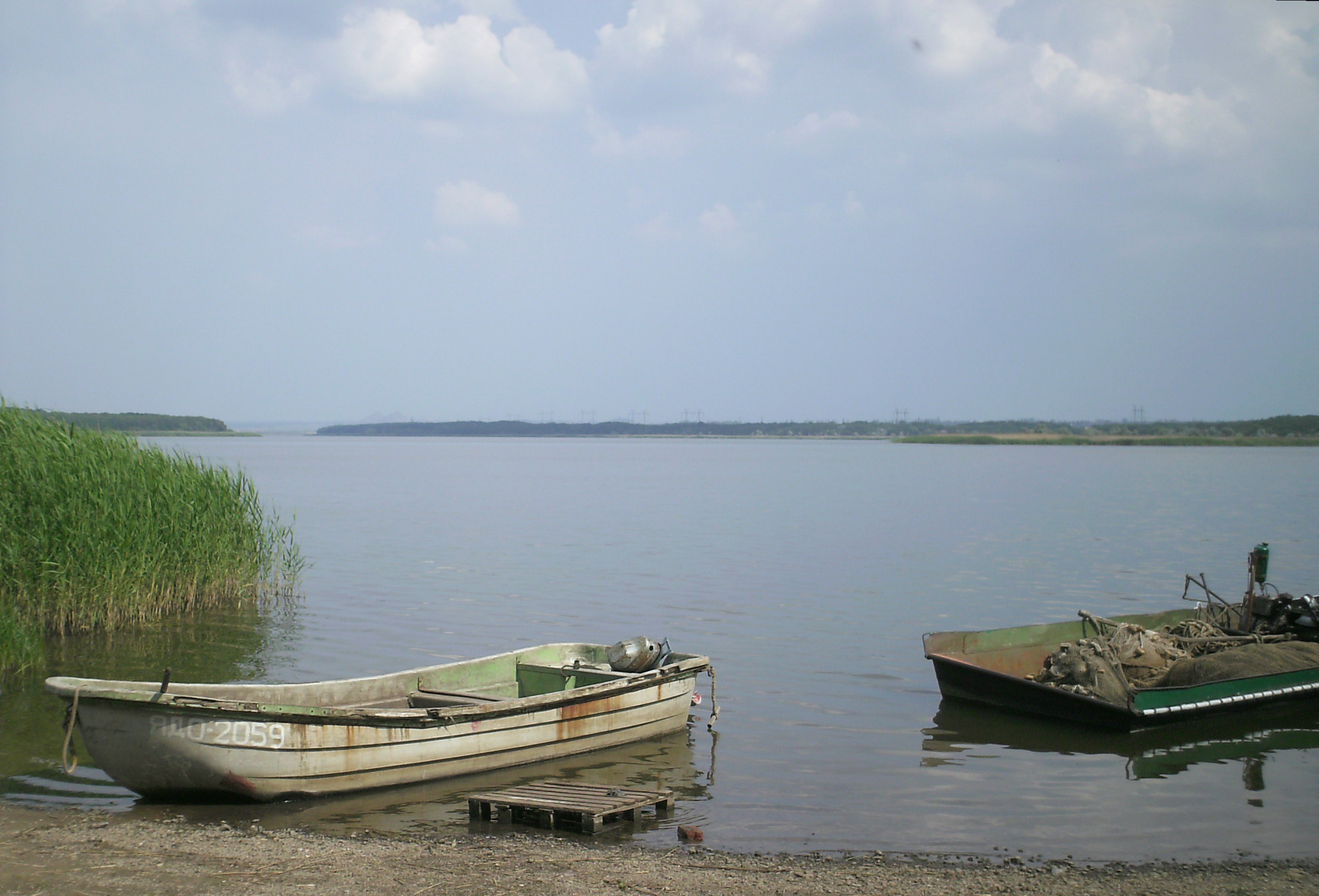

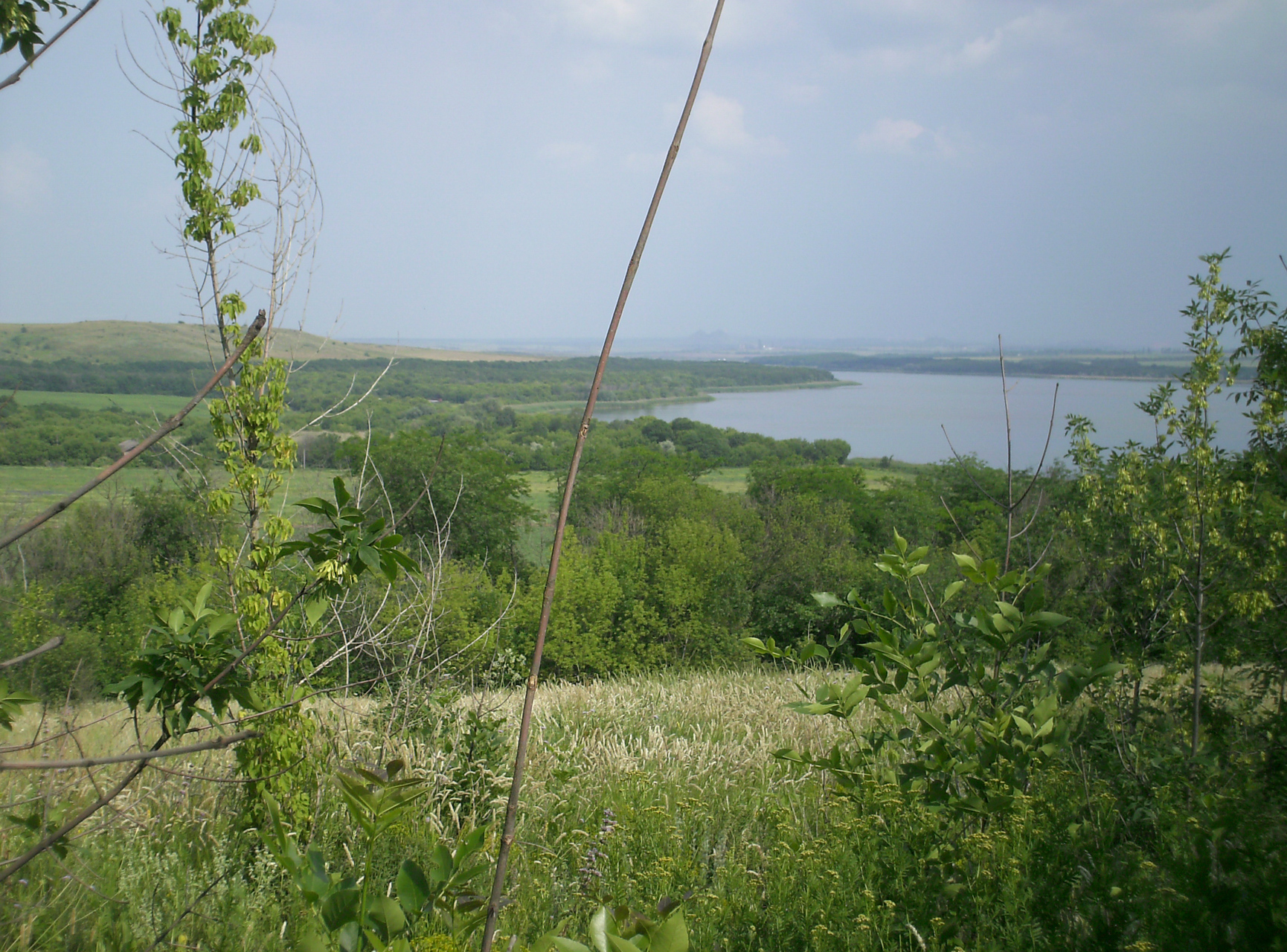

Клебан-Бык — региональный ландшафтный парк в устье реки Клебан-Бык, на берегах Клебан-Быкского водохранилища в Константиновском районе Донецкой области.
Территория парка характеризуется не только уникальными естественными комплексами и объектами, но и особыми рекреационными условиями, которые определяются разнообразными живописными ландшафтами, пригодностью для разных видов отдыха, доступностью для жителей больших населённых пунктов. Данная территория имеет гористый характер. Особый интерес представляет геологический памятник природы общегосударственного значения «Клебан-Быкское обнажение», площадь которого 60 га с выходами на поверхность очень древних горных пород, которые образовались в прибрежных участках старинного Пермского моря, располагается на левом склоне Клебан-Быкского водохранилища.
Парк был организован решением Донецкого областного совета от 29.02.2000 г. № 23/11-256 общей площадью 1874 га, с включением в его состав Клебан-Быкского водохранилища и близлежащих от Клебан-Быкского обнажения территорий. По состоянию на 1 января 2007 года общая площадь парка составляла 2900,1 гектар.

## Состав
В состав регионального ландшафтного парка вошли геологические памятники общегосударственного значения «Дружковские окаменевшие деревья», «Клебан-Быкское обнажение», «Балка Кравецкая».

## Клебан-Быкское обнажение
Клебан-Быкское обнажение — единственное наиболее полное обнажение нижнепермских отложений в Кальмиус-Торецкой котловине. Статус памятника общегосударственного значения присвоен распоряжением Совета Министров УССР № 780-р от 14.10.1975 года.

## Галерея

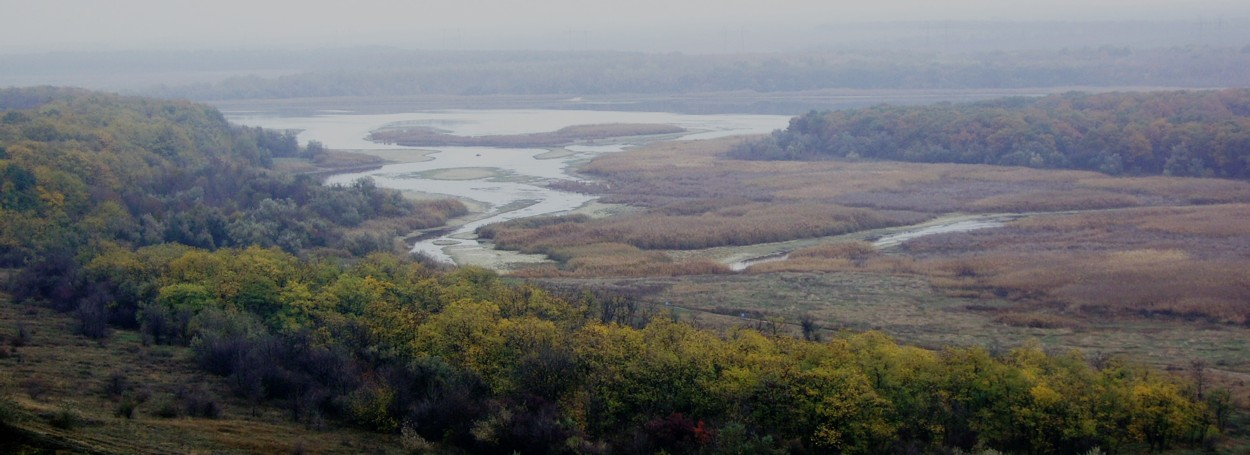
Вид на Клебан быкское водохранилище с национальной автомобильной дороги.

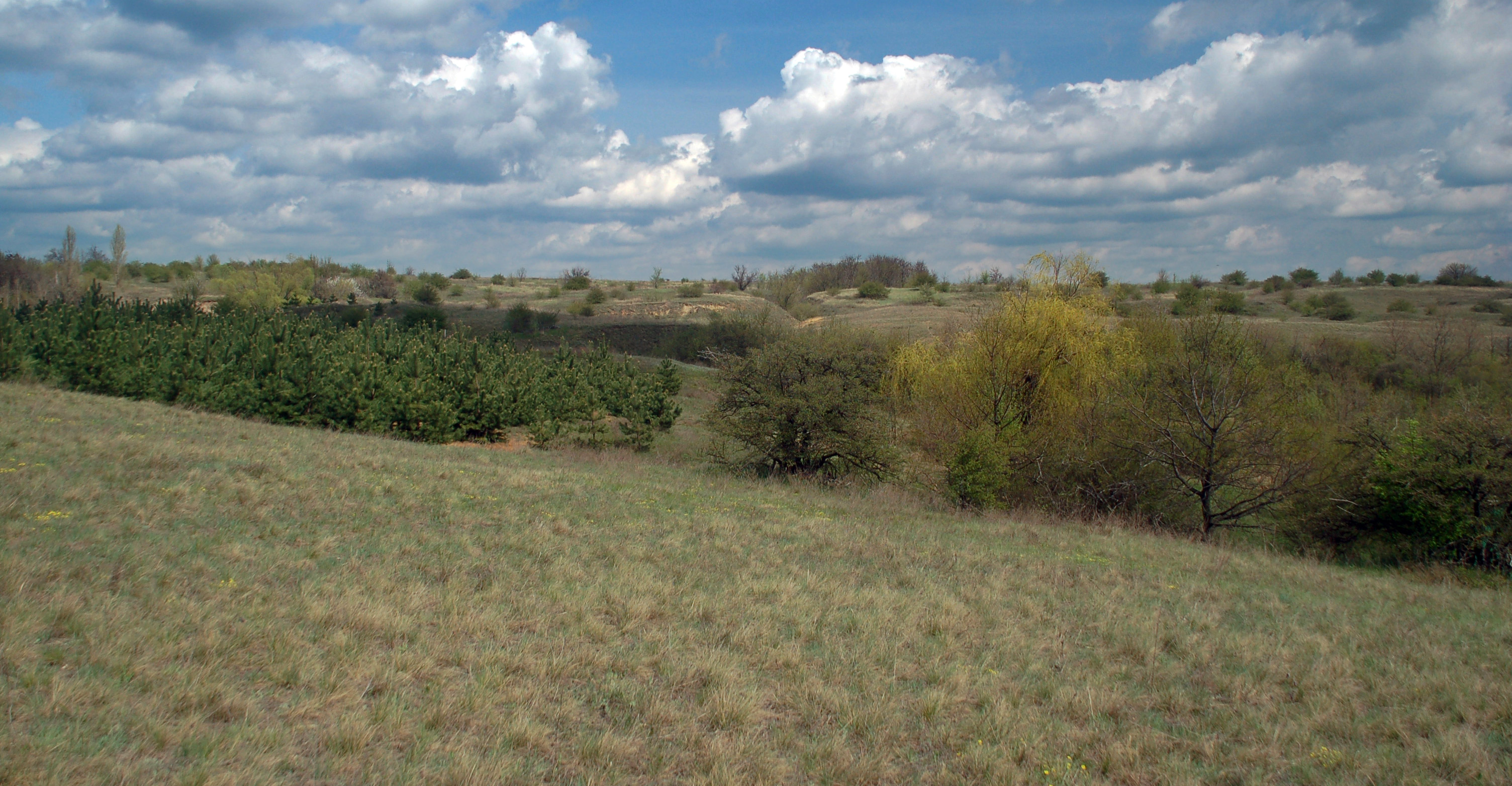
Панорама весной.
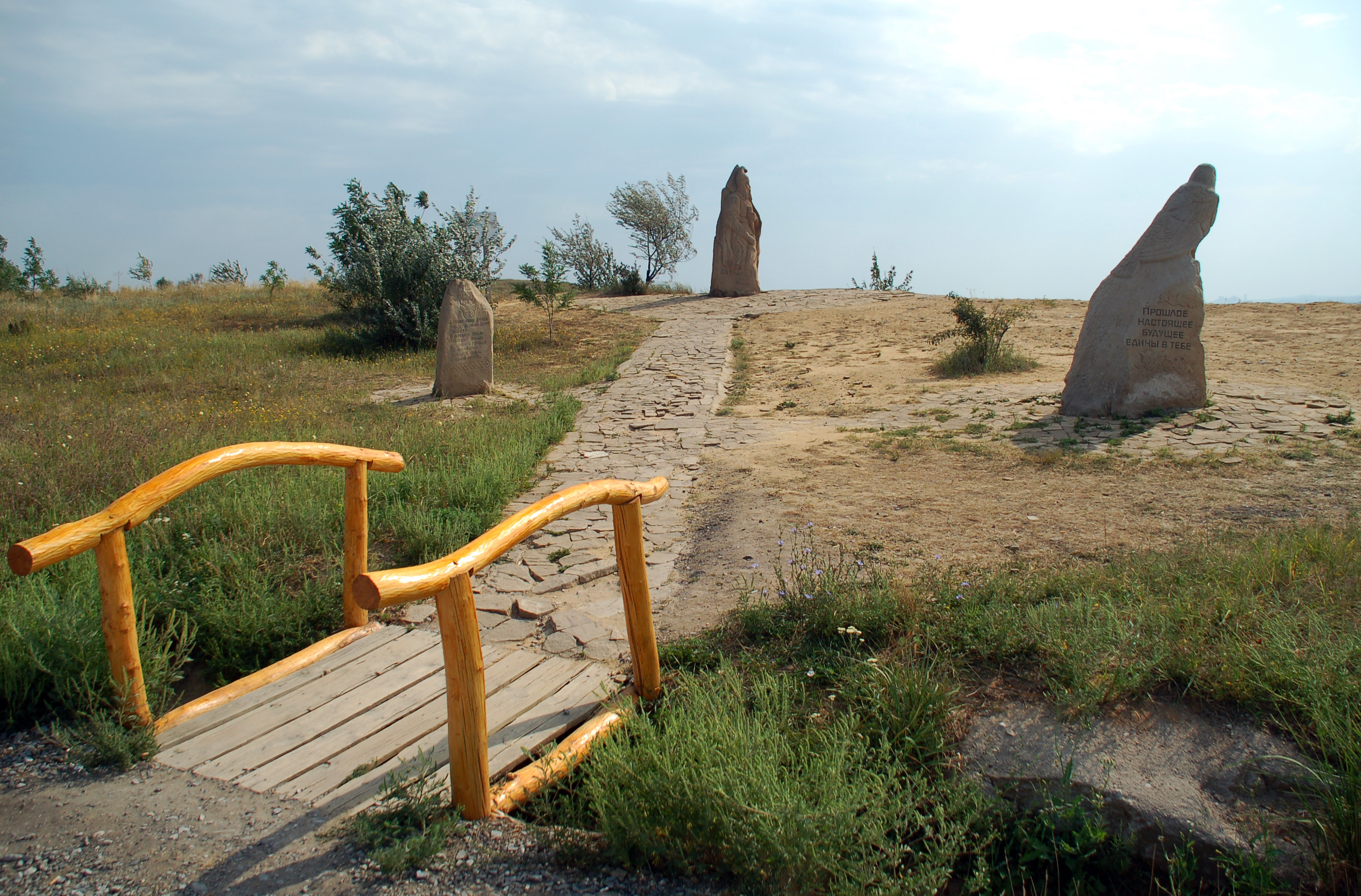
Вход на территорию парка
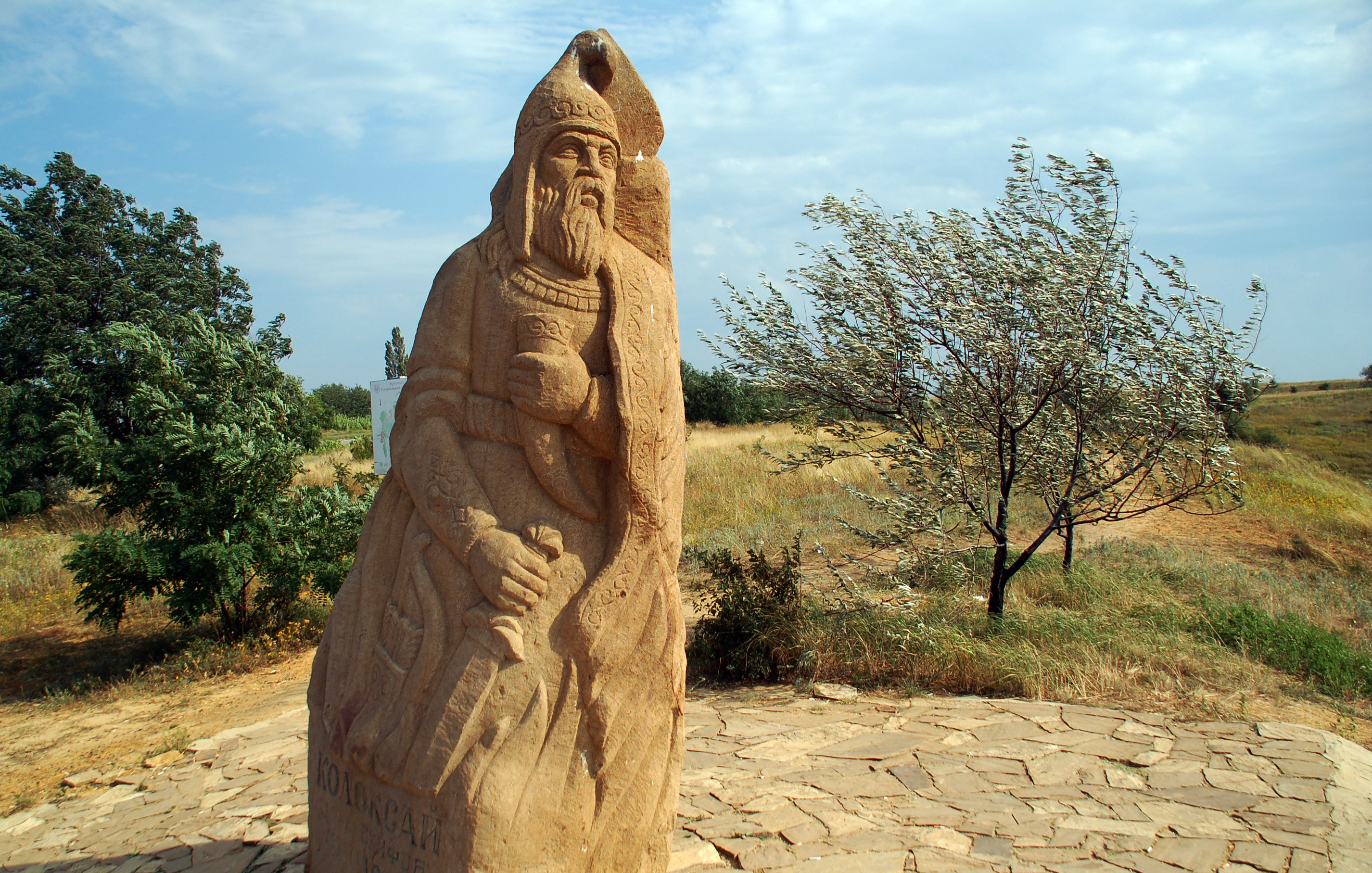
Колоксай
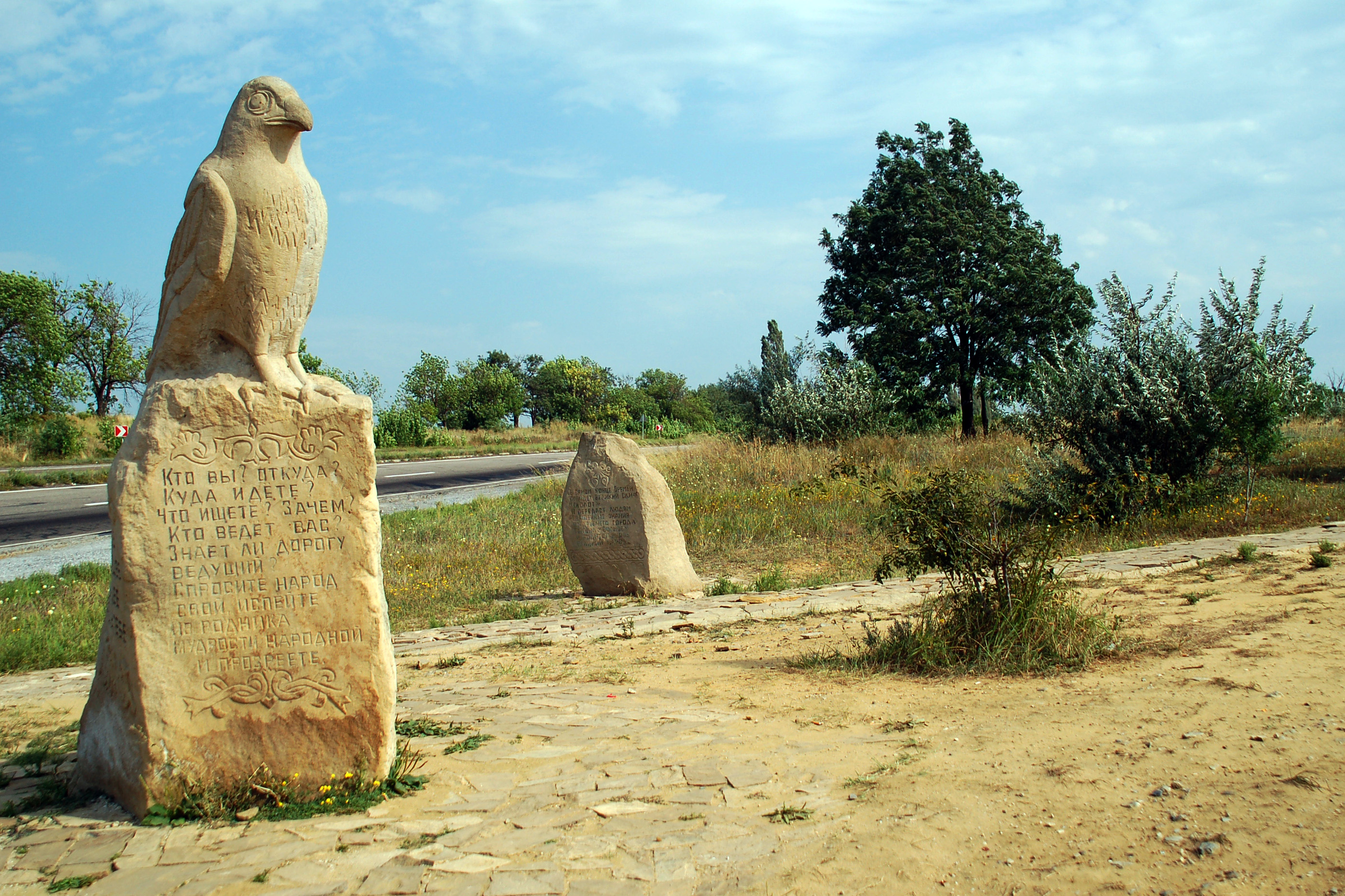
Птица
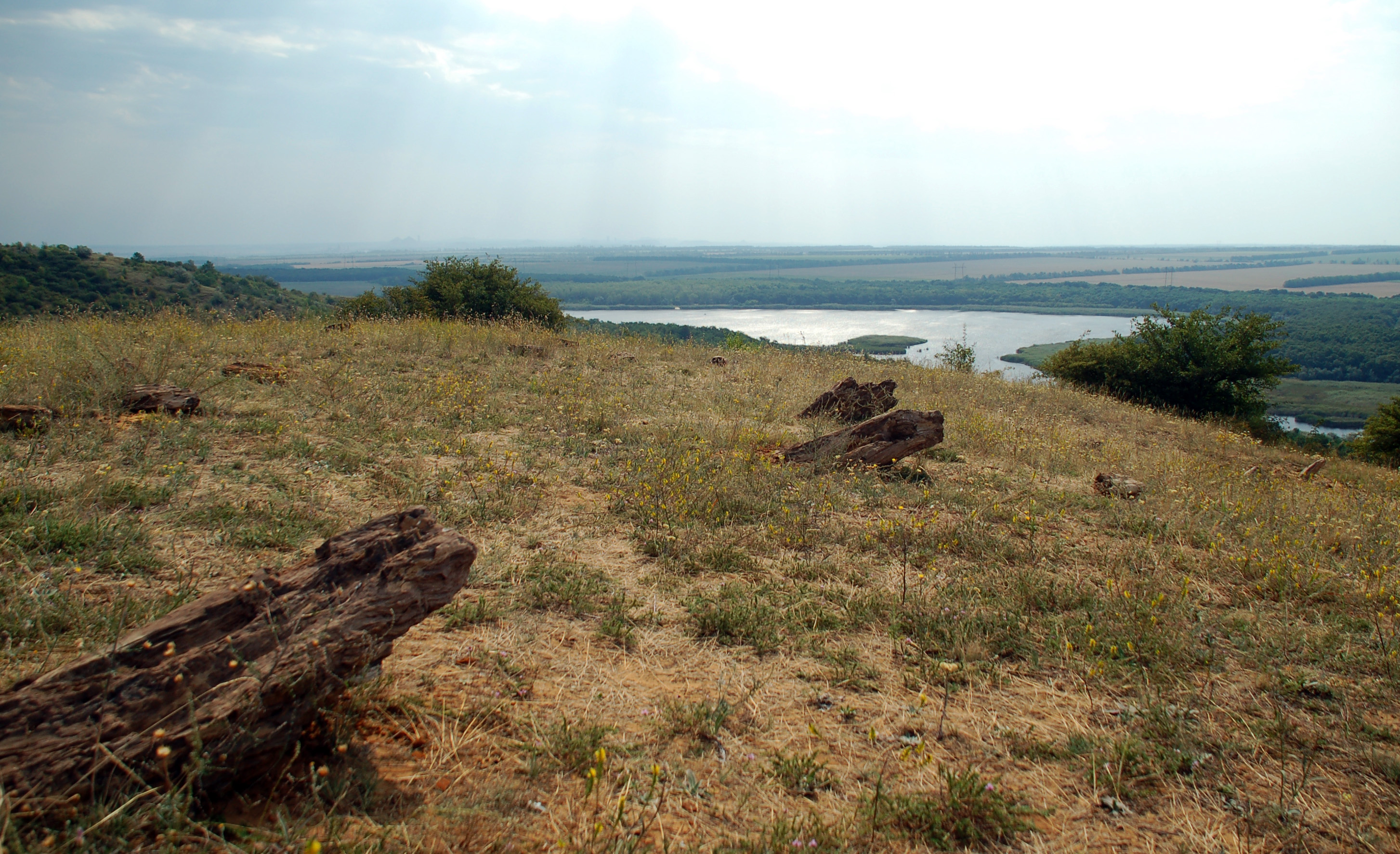
Окаменевшие деревья
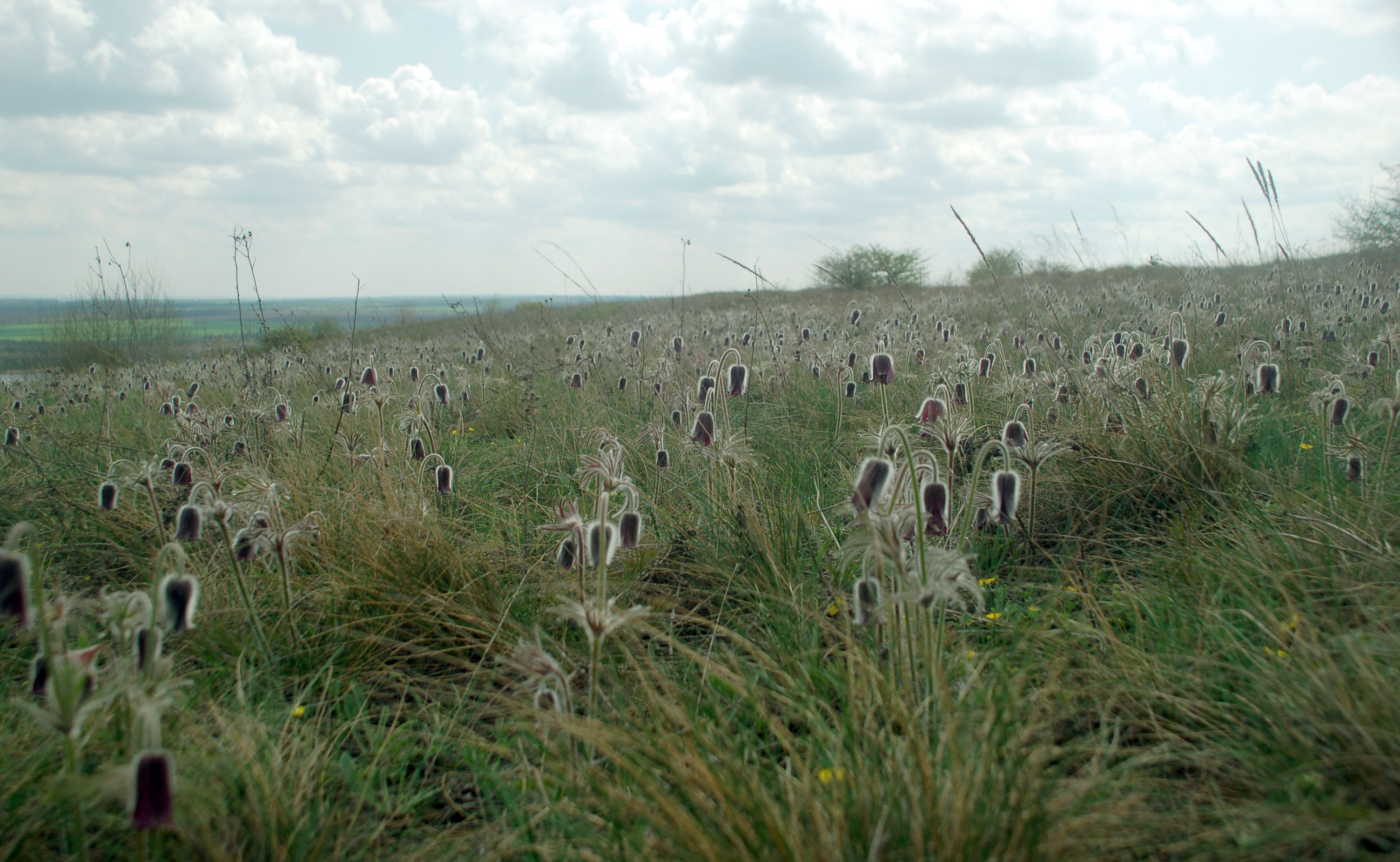
Цветение сон-травы.
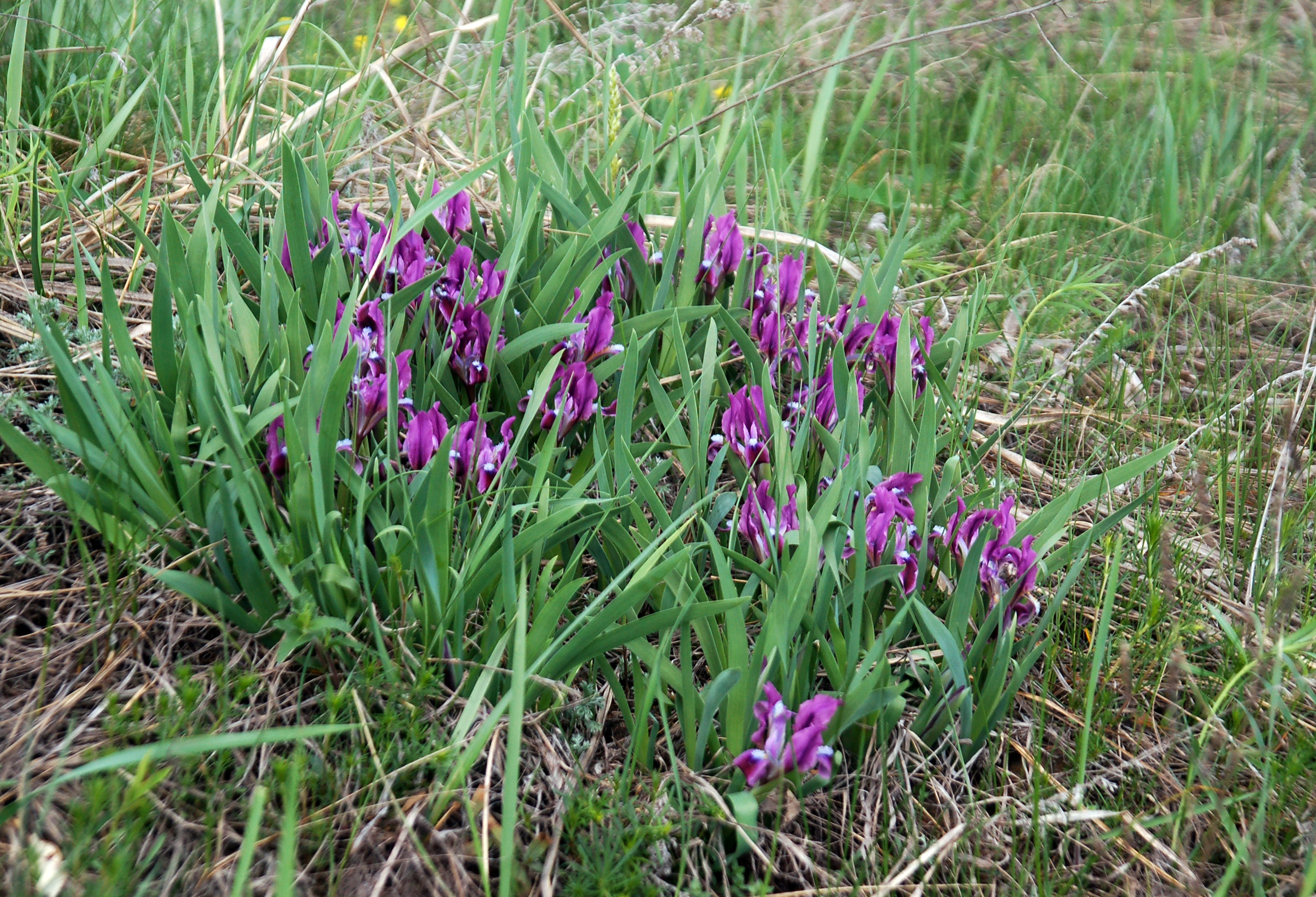
Ирисы.
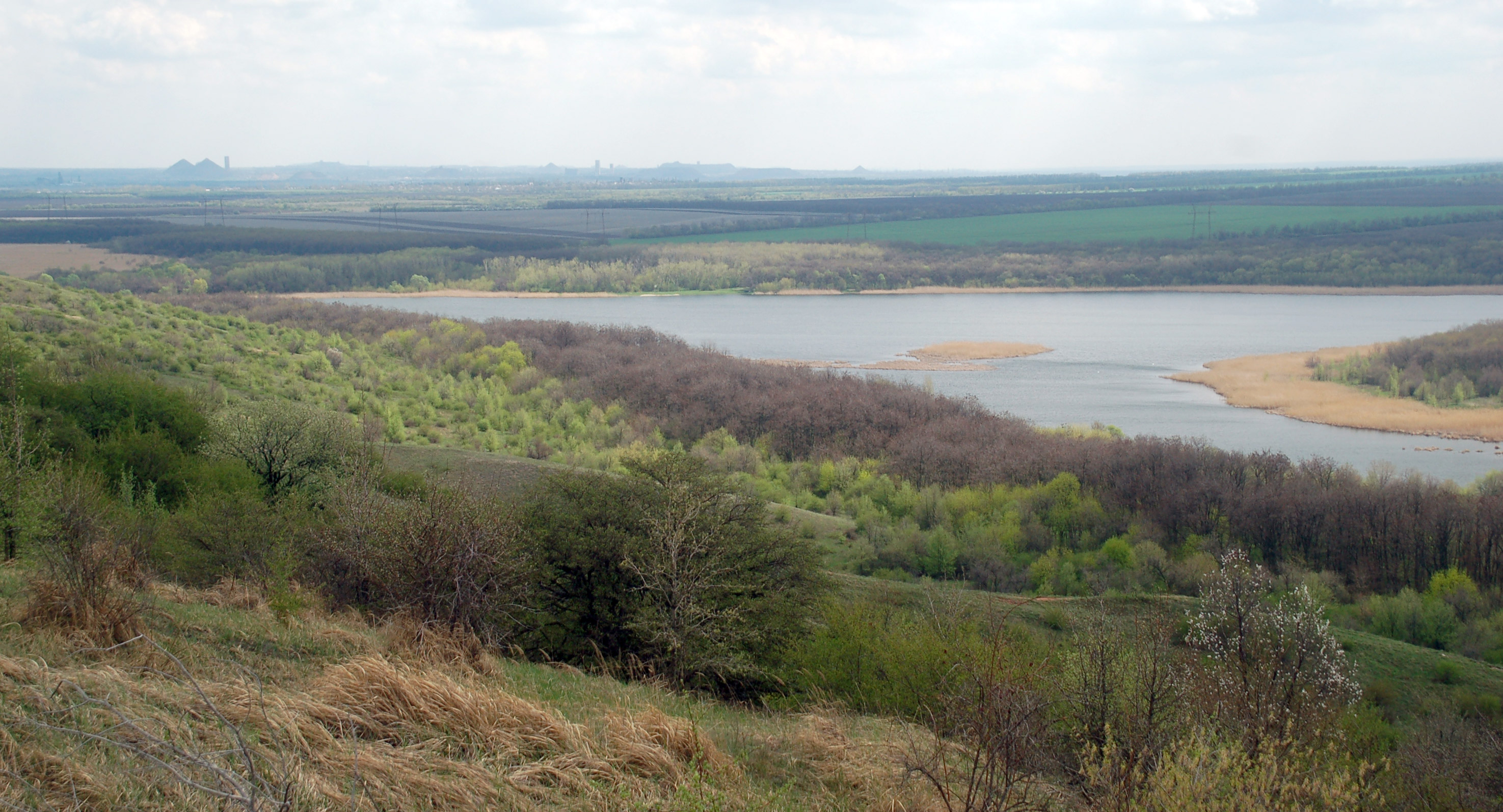
Вид с холма.